# 偶因論
偶因論（英語：occasionalism），又稱机缘论，是一種哲學主張，認為心靈與身體之間並不存在因果關係，看似因果相關的事件實際上是神分別造成。例如，身體受傷時會覺得痛，偶因論主張，身體受傷並不是造成痛覺的原因，受傷與痛覺沒有因果關係，痛覺是在受傷這個事件所提供的机缘（英語：occasion）之下，由神直接影響心靈產生。
笛卡爾的心物二元論認為，心靈與身體互相獨立存在。此說的缺陷在於難以解釋心靈與身體如何能彼此交互影響。為了解決這個問題，笛卡爾學派哲學家如尼古拉·马勒伯朗士否定心靈與身體之間存在任何直接的因果關係，提出心靈與身體之所以能呈現出表面上的對應關係，是因為神直接介入影響了心靈與身體。